# Van'ka il dispensiere
Van'ka il dispensiere (Ванька-ключник) è un film muto del 1909 diretto da Vasilij Michajlovič Gončarov.